# Federación Gabonesa de Fútbol
La Federación Gabonesa de Fútbol (FEGAFOOT), (en francés Fédération Gabonaise de Football) es el ente que rige al fútbol en Gabón. Fue fundada en 1962 y afiliada a la FIFA en 1966. Es un miembro de la Confederación Africana de Fútbol (CAF) y está a cargo de la Selección de fútbol de Gabón y todas las categorías inferiores.